# Fira de Leipzig
La Fira de Leipzig (de l'alemany: Leipziger Messe) constitueix un dels espais firals comercials més grans del món. Es localitza a Leipzig, Alemanya. És una de les més tradicionals d´Europa, data del segle XII.
Des de 1996 funciona al nou predi firal als afores de la ciutat; la planificació va anar a càrrec de Gerkan, Marg und Partner. Això la va posar en condicions de competir amb les fires de Frankfurt del Main, Düsseldorf, Colònia, Berlín, Munic i Hannover.